# ふじが丘南
ふじが丘南（ふじがおかみなみ）は、大分県大分市の地名。現行行政地名はふじが丘南一丁目からふじが丘南三丁目。住居表示実施済区域。

## 地理
大分市の稙田地区に属し、東に大字寒田、南にふじが丘山手、西に大字田尻、北西にふじが丘西、北東にふじが丘東と接している。

## 歴史

### 沿革
- 2022年（令和4年）1月8日 - 住居表示を実施に伴い、大字田尻、大字寒田の各一部（通称はふじが丘南区）から、ふじが丘南一丁目からふじが丘南三丁目を新設[5]。

### 町名の変遷
| 実施後           | 実施年月日              | 実施前（各町名ともその一部、公称のみ）                       |
| ---------------- | ----------------------- | ------------------------------------------------------------ |
| ふじが丘南一丁目 | 2022年（令和4年）1月8日 | 大字田尻、大字寒田、大字寒田字八丸、大字寒田字下原（各一部） |
| ふじが丘南二丁目 | 2022年（令和4年）1月8日 | 大字田尻、大字田尻字南ノ迫、大字田尻字明神山北（各一部）     |
| ふじが丘南三丁目 | 2022年（令和4年）1月8日 | 大字田尻（一部）                                             |

## 世帯数と人口
2022年（令和4年）3月31日現在（大分市発表）の世帯数と人口は以下の通りである。
| 丁目             | 世帯数  | 人口    |
| ---------------- | ------- | ------- |
| ふじが丘南一丁目 | 192世帯 | 418人   |
| ふじが丘南二丁目 | 183世帯 | 395人   |
| ふじが丘南三丁目 | 163世帯 | 365人   |
| 計               | 538世帯 | 1,178人 |

## 学区
市立小・中学校に通う場合、学区は以下の通りとなる（2022年4月時点）。
| 丁目             | 番・番地等 | 小学校             | 中学校               |
| ---------------- | ---------- | ------------------ | -------------------- |
| ふじが丘南一丁目 | 全域       | 大分市立田尻小学校 | 大分市立稙田南中学校 |
| ふじが丘南二丁目 | 全域       | 大分市立田尻小学校 | 大分市立稙田南中学校 |
| ふじが丘南三丁目 | 全域       | 大分市立田尻小学校 | 大分市立稙田南中学校 |

## 交通
- 大分県道682号西寒多寒田線

## その他

### 日本郵便
- 郵便番号 : 870-1183[2]（集配局 : 大分南郵便局[7]）。